# August Kiss
August Karl Eduard Kiss, něm. August Karl Eduard Kiß (11. října 1802, Paprocany, Tychy, Polsko – 24. března 1865, Berlín, Německo) byl německý akademický malíř a sochař.

## Život

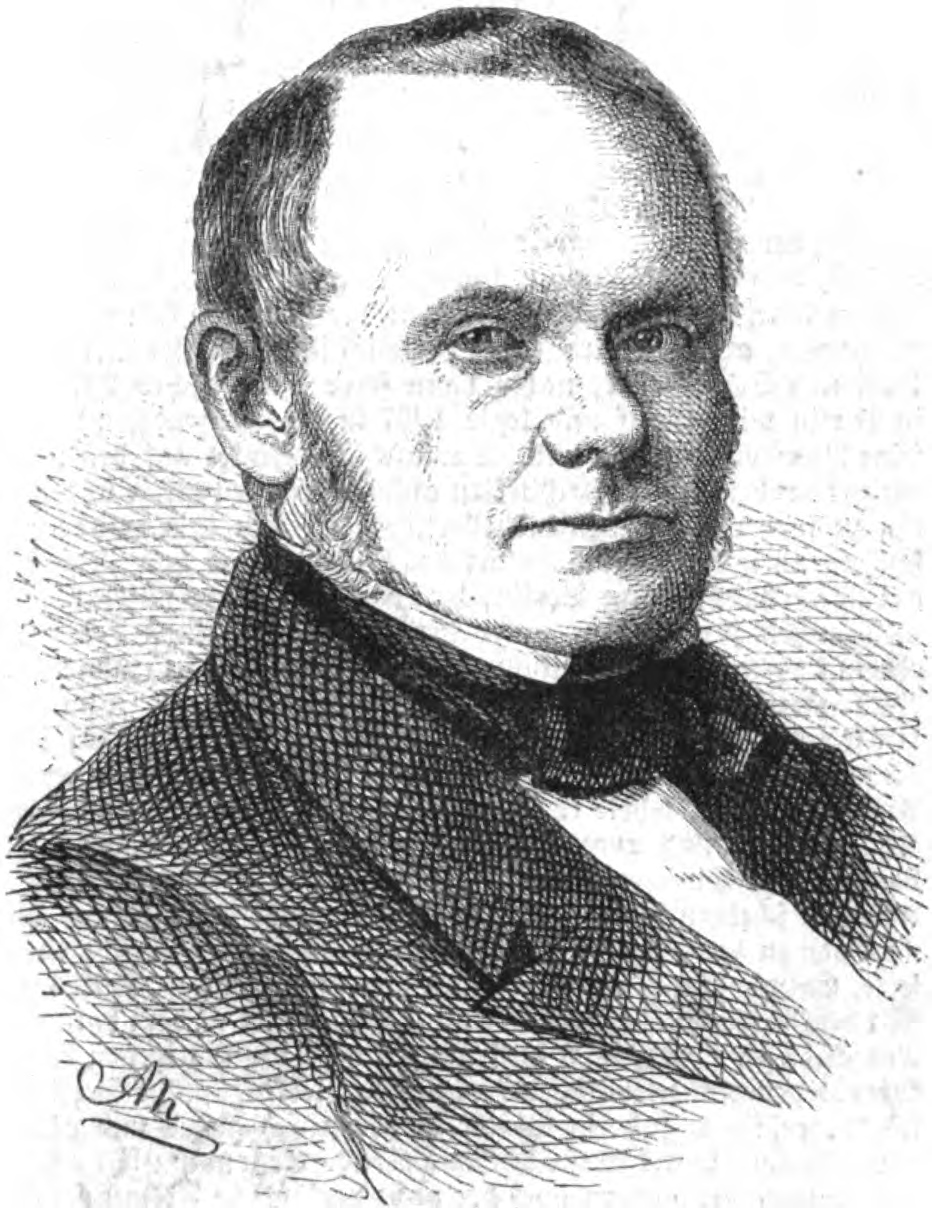
August Kiss, grafika Adolfa Neumanna (1865)

August Kiss se narodil 11. října 1802 v Paprozanu (Paprocany – dnes část města Tychy) v tehdejším Pruském Slezsku, dnešním Slezském vojvodství, v Polsku. Zde vyrůstal v prostředí železné hutě, ve které jeho otec pracoval jako správce.
V roce 1822 se přestěhoval do Berlína, kde studoval na pruské akademii umění Preußische Akademie der Künste a v ateliéru sochaře Christiana Raucha, představitele německého klasicismu. Též byl žákem berlínského sochaře Christiana Friedricha Tiecka a pruského architekta a malíře Karla Friedricha Schinkela. Podle Schinkelových kompozic provedl reliéfy pro štít Nikolaikirche v Postupimi.
Jméno August Kiss vešlo ve známost v roce 1839, kdy zhotovil plastiku Amazonky na koni v boji s panterem. Roku 1842 ji pro krále Ludwiga I. provedl v mramoru a o něco později ji v berlínských královských slévárnách odlil Christoph Fischer v bronzu; tato plastika v životní velikosti byla umístěna před Staré muzeum (něm. Altes Museum) v Berlíně.
August Kiss zemřel 24. března 1865 v Berlíně. Pohřben je na berlínském hřbitově Alter St.-Matthäus-Kirchhof. Jeho hrob je od roku 1958 prohlášen čestným hrobem města Berlín.
V Tychách poblíž jezera Paprotzaner byl na jeho počest postaven obelisk.

## Dílo
Další významná práce po Amazonce na koni v boji s panterem byla jezdecká socha Fridricha Velikého, odlita z bronzu a odhalena v roce 1847 ve Vratislavi. Sochu krále Fridricha Wilhelma III. vytvořil v bronzu třikrát; jednou v uniformě s pláštěm a odkrytou hlavou pro Postupim, poté v roce 1851 na koni s vavřínovým věncem se šesti ženskými alegorickými figurami na podstavci a zdobnými reliéfy z pruské historie pro Königsberg (od roku 1946 Kaliningrad) a potřetí v roce 1861 v napoleonském klobouku pro Vratislav.
August Kiss dále vytvořil bronzovou sochu sv. Michaela, který poráží draka; byl to dárek od krále Fridricha Viléma IV. jeho bratru, pozdějšímu císaři Vilémovi, na památku vzpoury v Badenu (zámek Babelsberg). Dále je autorem kolosální bronzové jezdecké sochy sv. Jiřího drakobijce původně zhotovené pro velké nádvoří zámku v Berlíně, nyní u řeky Sprévy ve čtvrti Nikolaiviertel. Vytvořil též sochu Christiana Beutha před berlínskou Bauakademie, dále bronzové postavy pro Wilhelmplatz v Berlíně, které nahradily šest starších mramorových soch. Čtyři z nich, James Keith, Hans von Zieten, Friedrich von Seydlitz a Starý Dessauere, zůstaly nezměněny; sochy Hanse von Winterfeldt a Kurta von Schwerin August Kiss přepracoval. Wilhelmsplatz je nyní částí Wilhelmstrasse. Sochy Hanse von Zieten a Starého Dessauera byly vyjmuty z lapidária a stojí opět ve Wilhelmstrasse na rohu Mohrenstraße.
Jediným větším dílem v mramoru, které August Kiss dokončil, je náhrobní pomník hraběnky Laury Henckel von Donnersmarck opírající se o sochu královny Luisy von Mecklenburg-Strelitz od Christiana Raucha.

### Známá díla

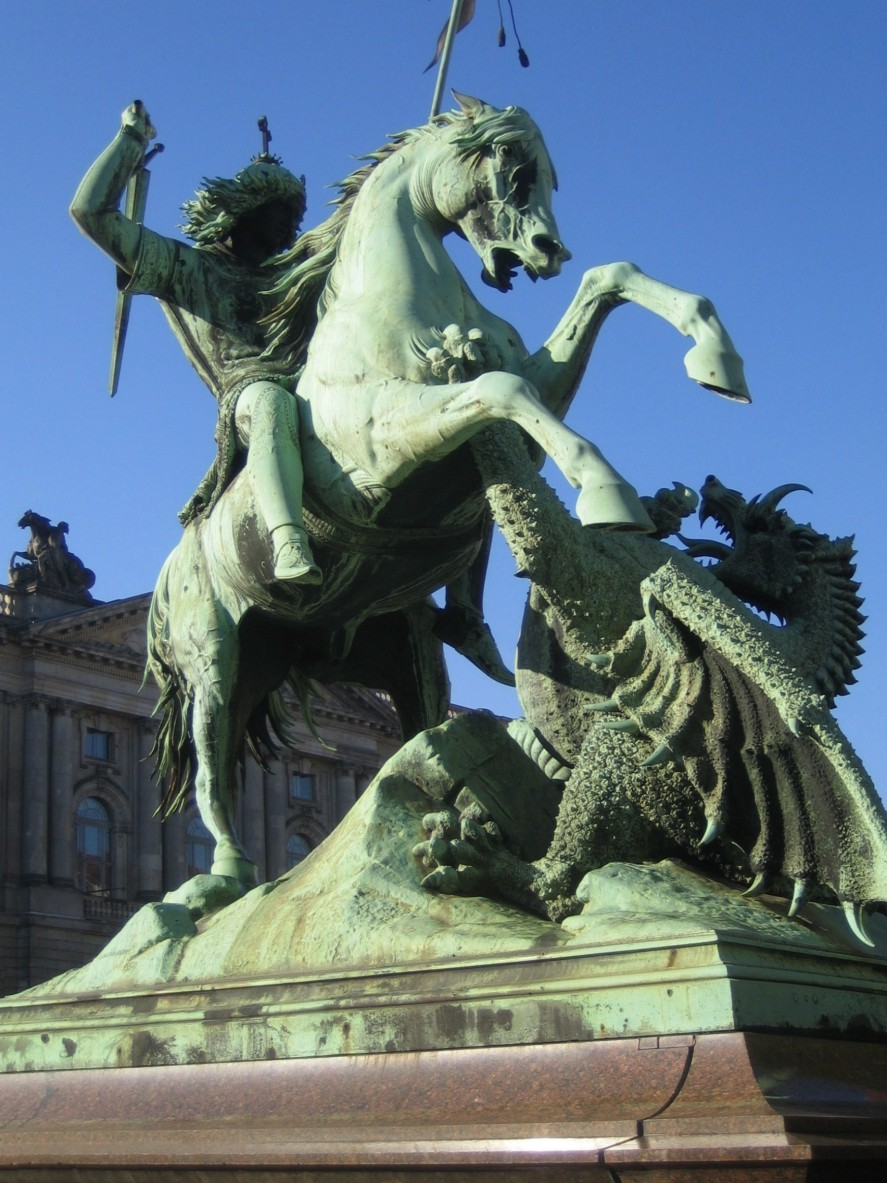
Sv. Jiří drakobijce, Nikolaiviertel, Berlin

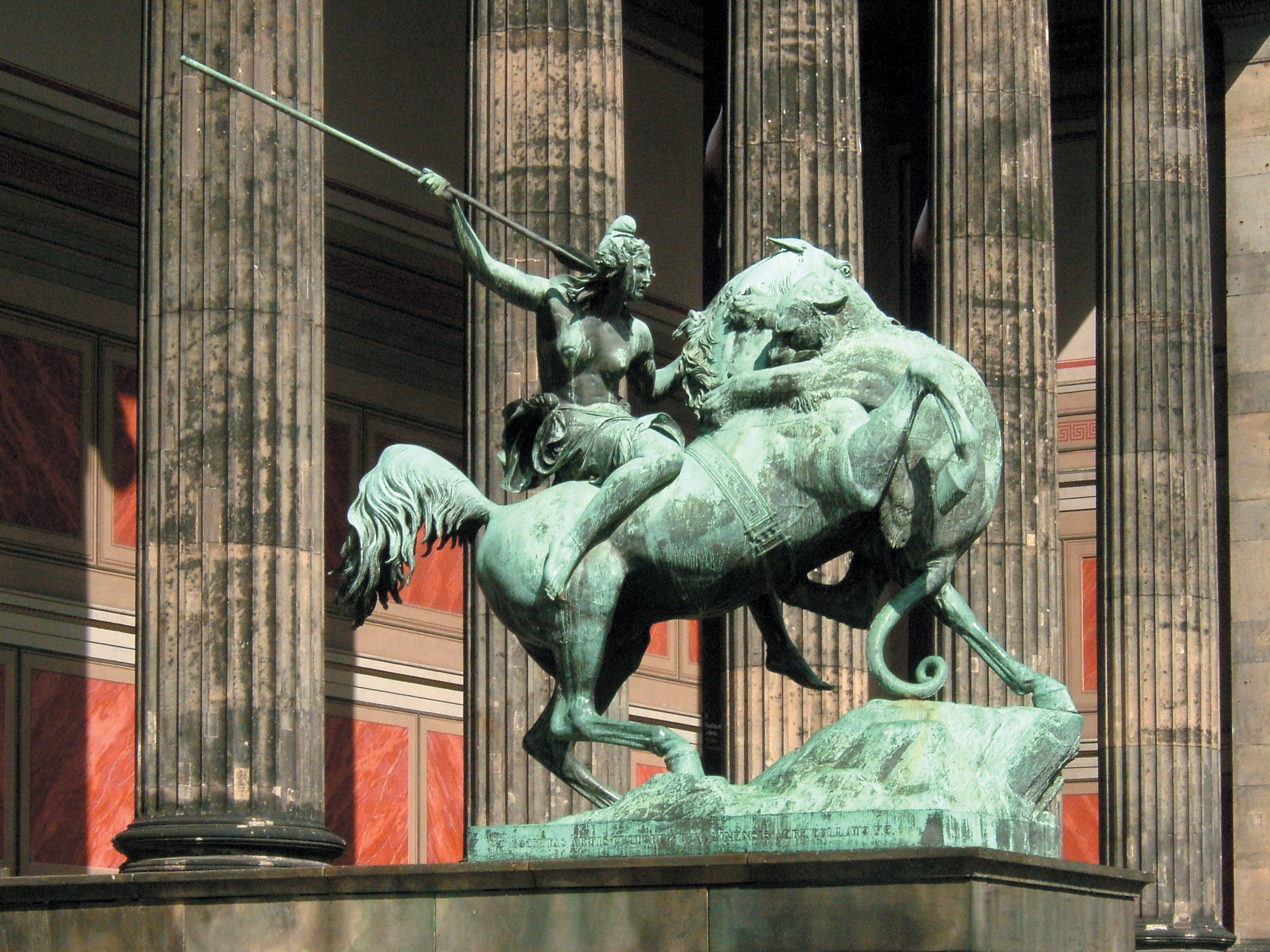
Amazonka na koni bojujícís panterem, Altes Museum, Berlín

|  | 1837–1841       | Amazonka na koni v boji s panterem před Starým muzeem (něm. Altes Museum) v Berlíně, zachovalá (v letech 1864–1965 v mramorovém provedení pro bruselskou akademii) |
|  | 1830–1850       | Sochařská výzdoba hlavní fasády Nikolaikirche, společně s Ludwigem Wichmannem, Postupim |
|  | 1836–1837       | Zinkové reliéfy na oltáři v Nikolaikirche (návrh Karl Schinkel), Postupim |
|  | 1841            | Jezdecká socha Fridricha Velikého, Vratislav, zničena po roce 1945 |
|  | po roce 1841    | Náhrobek Karla Friedricha Schinkela, Friedhof der Dorotheenstädtischen und Friedrichswerderschen Gemeinden, Berlín |
|  | po roce 1845    | Náhrobek pro Ludwiga Persia (podle návrhu Friedricha Augusta Stülera), Bornstedter Friedhof, Postupim |
|  | kolem 1850–1852 | Památník Pruska v Karlsruhe (pouze postava archanděla Michaela, architektura Friedricha Eisenlohra), v roce 1953 odstraněn |
|  | 1851            | Socha Fridricha Viléma III. na Wilhelmplatz, Postupim, zničena po roce 1945 |
|  | 1851            | Jezdecká socha krále Friedricha Wilhelma III., Königsberg, zničena po roce 1945 |
|  | 1851–1856       | Socha archanděla Michaela, kostel sv. Michala, Berlín, zachovalá |
|  | kolem roku 1856 | Zlacená socha archanděla Michaela, velká kopule zámku Schwerin, zachovalá |
|  | 1854–1861       | Socha Christiana Petra Wilhelma Beutha před Bauakademií, Berlín |
|  | 1855            | Socha sv. Jiří drakobijce, dříve na nádvoří paláce, postaveného v roce 1950 u parku Volkspark Friedrichshain, od roku 1987 ve čtvrti Nikolaiviertel, Berlín |
|  | po roce 1857    | Portrétový medailon Christiana Daniela Raucha u jeho hrobu na hřbitově Friedhof der Dorotheenstädtischen und Friedrichswerderschen Gemeinden, Berlín |
|  | 1858            | Socha prince Leopolda III. Friedricha Franze von Anhalt-Dessau (1740–1817), která byla odhalena 20. října 1858 na náměstí Neumarkt v Dessau. Socha byla odlita ve slévárně v Lauchhammeru. Iniciátoři byli členové výboru pro výstavbu památníku v Dessau pod vedením Adolfa von Heydecka, nelegitimního synovce prince |
|  | 1861            | Jezdecká socha krále Friedricha Wilhelma III., Vratislav, zničena po roce 1945 |
|  | 1862            | Reliéf v tympanonu západního štítu Nového muzea (něm. Neues Museum), Berlín |
|  | 1865–1869       | Víra, láska, naděje (dokončeno Gustavem Blaeserem), Národní galerie, Berlín |

### Díla v Karlových Varech

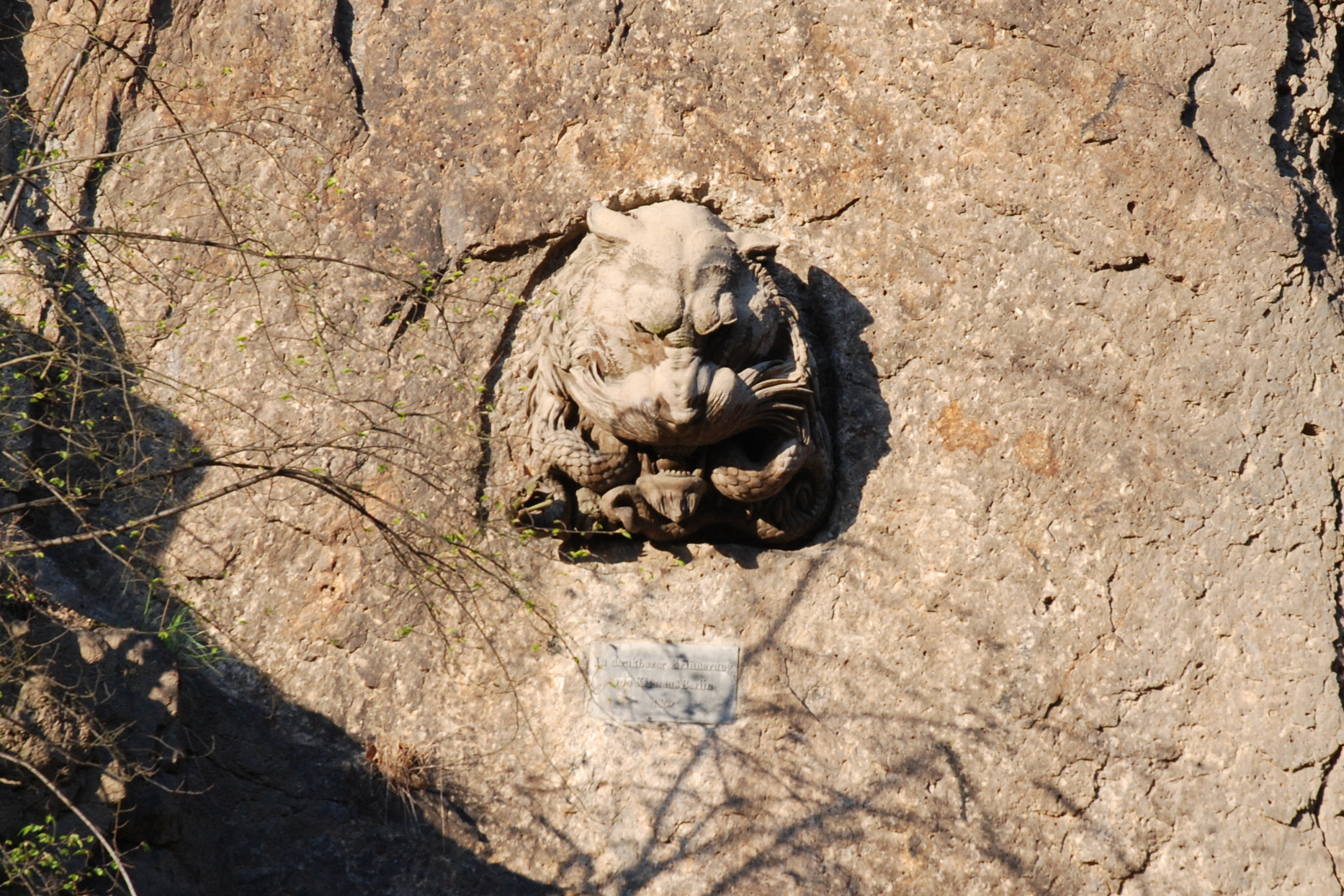
Hlava lvice požírající hada, Slovenská ulice, Karlovy Vary

August Kiss byl v letech 1855 až 1864 pravidelným lázeňským hostem v Karlových Varech. Navštívil město celkem desetkrát a vždy se ubytoval v domě Stadt Frankfurt nedaleko Vřídelní kolonády. Na přání barona Augusta von Lützow vytvořil několik soch.
|  | před 1851 | Jelen, litinová socha v životní velikosti, původně umístěna v zahradě vily Lützow, později přemístěna za hotel Richmond |
|  | 1851      | Kamzík, dutá socha odlitá ze zinku, po dlouhou řadu let jedním ze symbolů města Karlovy Vary (v roce 1986 nahrazena bronzovou kopií zhotovenou karlovarským sochařem Janem Kotkem) |
|  | 1854–1855 | Sochy zvířat rozmístěných v zahradě vily Lützow – býk, kůň, dva velké sedící psi a Amazonka na koni bojující s panterem |
|  | 1858      | Kočka, socha umístěna na vysokém sloupu měla zesměšnit karlovarské radní za nepříliš povedenou sochu císaře Karla IV. v tehdejších městských zahradách. Podle jiného zdroje ji zde baron Lützow nechal umístit na protest proti radním, kteří mu nepovolili stavbu lanovky od jeho vily na kolonádu.. |
|  | 1859      | Hlava lvice, litinová plastika usazena na skále na tehdejších Dorotiných nivách, dnes Slovenské ulici, věnovaná městu; nápis „In dankbarer Erinnerung von Kiss aus Berlin. 1859“, tedy „S vděčnou vzpomínkou od Kisse z Berlína. 1859.“                                                               |